# Aloe lateritia

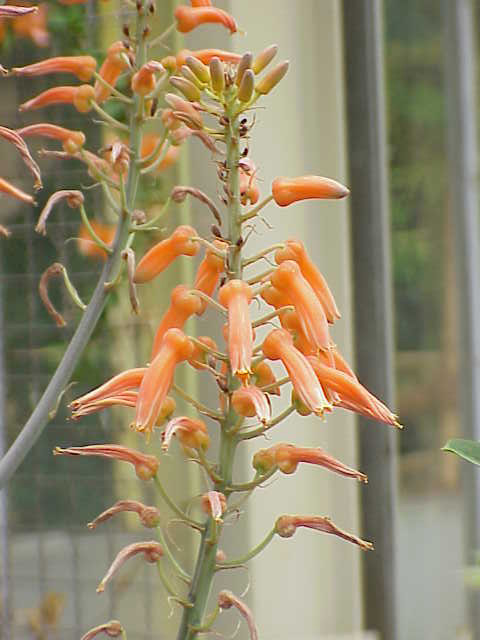
Ausschnitt aus dem Blütenstand

Aloe lateritia ist eine Pflanzenart der Gattung der Aloen in der Unterfamilie der Affodillgewächse (Asphodeloideae). Das Artepitheton lateritia stammt aus dem Lateinischen, bedeutet ‚(dunkel) ziegelrot‘ und verweist auf die Farbe der Blüten.

## Beschreibung

### Vegetative Merkmale
Aloe lateritia wächst stammlos und ist in der Regel einfach. Manchmal sprosst die Art und bildet dann kleine Gruppen. Die 16 bis 20 lanzettlich verschmälerten Laubblätter bilden dichte Rosetten. Die leuchtend grüne Blattspreite ist 25 bis 50 Zentimeter lang und 5 bis 10 Zentimeter breit. Auf ihr befinden sich in der Regel verlängerte, weiße Flecken, die in unregelmäßigen Querbändern angeordnet sind. Die Blattoberfläche ist glatt. Die stechenden, braunen Zähne am Blattrand sind 3 bis 4 Millimeter lang und stehen 10 bis 15 Millimeter voneinander entfernt.

### Blütenstände und Blüten
Der Blütenstand besteht aus drei bis acht Zweigen erreicht eine Länge von bis zu 125 Zentimeter. Die dichten, kopfigen oder fast kopfigen Trauben sind 4 bis 12 Zentimeter lang und 8 Zentimeter breit. Manchmal sind die Trauben locker und bis zu 20 Zentimeter lang. Die linealisch-lanzettlichen Brakteen weisen eine Länge von 10 bis 20 Millimeter (selten bis 25 Millimeter) auf und sind 4 Millimeter breit. Die orangeroten, gelegentlich gelben, in der Regel glänzenden Blüten stehen an 20 bis 30 Millimeter langen Blütenstielen. Die Blüten sind 30 bis 38 Millimeter lang und an ihrer Basis gestutzt. Auf Höhe des Fruchtknotens weisen die Blüten einen Durchmesser von 8 bis 10 Millimeter auf. Darüber sind sie abrupt auf etwa 5 Millimeter verengt und schließlich zur Mündung erweitert. Ihre äußeren Perigonblätter sind auf einer Länge von 10 bis 13 Millimetern nicht miteinander verwachsen. Die Staubblätter und der Griffel ragen kaum aus der Blüte heraus.

### Genetik
Die Chromosomenzahl beider Varietäten beträgt {\displaystyle 2n=14}.

## Systematik und Verbreitung
Aloe lateritia ist in Äthiopien, Kenia und Tansania verbreitet.
Die Erstbeschreibung durch Adolf Engler wurde 1895 veröffentlicht. Es werden folgende Varietäten unterschieden:
- Aloe lateritia var. lateritia
- Aloe lateritia var. graminicola (Reynolds) S.Carter

Aloe lateritia var. lateritia

Die Varietät ist in Tansania und im Süden von Kenia auf Grasland und offenem Buschland, häufig an felsigen Hängen in Höhen von 250 bis 2125 Metern verbreitet. Folgende Taxa wurden als Synonym in die Varietät einbezogen: Aloe boehmii Engl. (1895), Aloe campylosiphon A.Berger (1904) und Aloe amanensis A.Berger (1905).
Aloe lateritia var. graminicola

Die Unterschiede zu Aloe lateritia var. lateritia sind: Die Varietät wächst stammlos oder sehr kurz stammbildend, sprosst in der Regel und bildet dichte Klumpen. Die Stämme sind bis zu 50 Zentimeter lang. Die Zähne am Blattrand sind stärker stechend. Die Blütentrauben sind stets kopfig.
Die Erstbeschreibung als Aloe graminicola durch Gilbert Westacott Reynolds wurde 1953 veröffentlicht. Susan Carter stellte die Art 1994 als Varietät zu Aloe lateritia. Aloe solaiana Christian (1940) wurde als Synonym in die Varietät einbezogen.
Aloe lateritia var. graminicola ist in Äthiopien und Kenia in Grasland und offenem Buschland in Höhen von 1675 bis 2530 Metern verbreitet.

## Nachweise